# سیارک ۱۴۷۲
سیارک ۱۴۷۲ (به انگلیسی: 1472 Muonio، نامگذاری:1938UQ) هزار و چهارصد و هفتاد و دومین سیارک کشف شده‌است که در ۱۸ اکتبر ۱۹۳۸ کشف شد.
قدر مطلق سیارک برابر ۱۲٫۷۰ است.